# Linda Shelley
Linda Shelley es una deportista estadounidense que compitió en natación sincronizada. Ganó dos medallas de oro en el Campeonato Mundial de Natación, en los años 1975 y 1978.

## Palmarés internacional
| Campeonato Mundial | Campeonato Mundial      | Campeonato Mundial | Campeonato Mundial |
| Año                | Lugar                   | Medalla            | Prueba             |
| ------------------ | ----------------------- | ------------------ | ------------------ |
| 1975               | Cali (Colombia)         | Medalla de oro     | Equipo             |
| 1978               | Berlín Occidental (RFA) | Medalla de oro     | Equipo             |